# 59. ceremonia wręczenia Oscarów
59. ceremonia rozdania Oscarów odbyła się 31 marca 1987 roku w Dorothy Chandler Pavilion w Los Angeles.

## Wykonawcy piosenek
- „Glory of Love” – Peter Cetera
- „Life in a Looking Glass” – Tony Bennett
- „Mean Green Mother from Outer Space” – Levi Stubbs
- „Somewhere Out There” – Natalie Cole & James Ingram
- „Take My Breath Away” – Melba Moore & Lou Rawls

## Laureaci

### Najlepszy film
- Arnold Kopelson – Pluton
- Burt Sugarman, Patrick J. Palmer – Dzieci gorszego boga
- Robert Greenhut – Hannah i jej siostry
- Fernando Ghia, David Puttnam – Misja
- Ismail Merchant – Pokój z widokiem

### Najlepszy aktor
- Paul Newman – Kolor pieniędzy
- Dexter Gordon – Około północy
- William Hurt – Dzieci gorszego boga
- Bob Hoskins – Mona Lisa
- James Woods – Salwador

### Najlepszy aktor drugoplanowy
- Michael Caine – Hannah i jej siostry
- Dennis Hopper – Mistrzowski rzut
- Tom Berenger – Pluton
- Willem Dafoe – Pluton
- Denholm Elliott – Pokój z widokiem

### Najlepsza aktorka
- Marlee Matlin – Dzieci gorszego boga
- Sigourney Weaver – Obcy – decydujące starcie
- Sissy Spacek – Zbrodnie serca
- Jane Fonda – Nazajutrz
- Kathleen Turner – Peggy Sue wyszła za mąż

### Najlepsza aktorka drugoplanowa
- Dianne Wiest – Hannah i jej siostry
- Piper Laurie – Dzieci gorszego boga
- Mary Elizabeth Mastrantonio – Kolor pieniędzy
- Tess Harper – Zbrodnie serca
- Maggie Smith – Pokój z widokiem

### Najlepsza reżyseria
- Oliver Stone – Pluton
- David Lynch – Blue Velvet
- Woody Allen – Hannah i jej siostry
- Roland Joffé – Misja
- James Ivory – Pokój z widokiem

### Najlepszy scenariusz oryginalny
- Woody Allen – Hannah i jej siostry
- Paul Hogan, Ken Shadie, John Cornell – Krokodyl Dundee
- Hanif Kureishi – Moja piękna pralnia
- Oliver Stone – Pluton
- Oliver Stone, Rick Boyle – Salwador

### Najlepszy scenariusz adaptowany
- Ruth Prawer Jhabvala – Pokój z widokiem
- Hesper Anderson, Mark Medoff – Dzieci gorszego boga
- Richard Price – Kolor pieniędzy
- Beth Henley – Zbrodnie serca
- Raynold Gideon, Bruce A. Evans – Stań przy mnie

### Najlepsze zdjęcia
- Chris Menges – Misja
- Jordan Cronenweth – Peggy Sue wyszła za mąż
- Robert Richardson – Pluton
- Tony Pierce-Roberts – Pokój z widokiem
- Donald Peterman – Star Trek IV: Powrót na Ziemię

### Najlepsza scenografia i dekoracja wnętrz
- Gianni Quaranta, Brian Ackland-Snow, Brian Savegar, Elio Altamura – Pokój z widokiem
- Peter Lamont, Crispian Sallis – Obcy – decydujące starcie
- Boris Leven, Karen O’Hara – Kolor pieniędzy
- Stuart Wurtzel, Carol Joffe – Hannah i jej siostry
- Stuart Craig, Jack Stephens – Misja

### Najlepsze kostiumy
- Jenny Beavan, John Bright – Pokój z widokiem
- Enrico Sabbatini – Misja
- Anna Anni, Maurizio Millenotti – Otello
- Theadora Van Runkle – Peggy Sue wyszła za mąż
- Anthony Powell – Piraci

### Najlepsza muzyka
- Herbie Hancock – Około północy
- James Horner – Obcy – decydujące starcie
- Jerry Goldsmith – Mistrzowski rzut
- Ennio Morricone – Misja
- Leonard Rosenman – Star Trek IV: Powrót na Ziemię

### Najlepsza piosenka
- „Take My Breath Away” – Top Gun – muzyka: Giorgio Moroder; słowa: Tom Whitlock
- „Somewhere Out There” – Amerykańska opowieść – muzyka: James Horner, Barry Mann; słowa: Cynthia Weil
- „Glory of Love” – Karate Kid II – muzyka: Peter Cetera, David Foster; słowa: Peter Cetera, Diane Nini
- „Mean Green Mother from Outer Space” – Sklepik z horrorami – muzyka: Alan Menken; słowa:Howard Ashman
- „Life in a Looking Glass” – Takie jest życie – muzyka: Henry Mancini; słowa: Leslie Bricusse

### Najlepszy dźwięk
- John K. Wilkinson, Richard Rogers, Charles „Bud” Grenzbach, Simon Kaye – Pluton
- Graham V. Hartstone, Nicolas Le Messurier, Michael A. Carter, Roy Charman – Obcy – decydujące starcie
- Les Fresholtz, Rick Alexander, Vern Poore, Bill Nelson – Wzgórze złamanych serc
- Terry Porter, David J. Hudson, Mel Metcalfe, Gene S. Cantamessa – Star Trek IV: Powrót na Ziemię
- Donald O. Mitchell, Kevin O’Connell, Rick Kline, William B. Kaplan – Top Gun

### Najlepszy montaż
- Claire Simpson – Pluton
- Ray Lovejoy – Obcy – decydujące starcie
- Susan E. Morse – Hannah i jej siostry
- Jim Clark – Misja
- Billy Weber, Chris Lebenzon – Top Gun

### Najlepszy montaż dźwięku
- Don Sharpe – Obcy – decydujące starcie
- Mark A. Mangini – Star Trek IV: Powrót na Ziemię
- Cecelia Hall, George Watters II – Top Gun

### Najlepsze efekty specjalne
- Robert Skotak, Stan Winston, John Richardson, Suzanne Benson – Obcy – decydujące starcie
- Lyle Conway, Bran Ferren, Martin Gutteridge – Sklepik z horrorami
- Richard Edlund, John Bruno, Gary Waller, Bill Neil – Duch II: Druga strona

### Najlepsza charakteryzacja
- Chris Walas, Stephan Dupuis – Mucha
- Michael Westmore, Michèle Burke – Klan niedźwiedzia jaskiniowego
- Rob Bottin, Peter Robb-King – Legenda

### Najlepszy film nieangielskojęzyczny
- Holandia – Fons Rademakers – Atak
- Austria – Wolfgang Glück – ’38
- Francja – Jean-Jacques Beineix – Betty Blue
- Kanada – Denys Arcand – Upadek Cesarstwa Amerykańskiego
- Czechosłowacja – Jiří Menzel – Wsi moja sielska, anielska

### Pełnometrażowy film dokumentalny
Nagrodzono dwa filmy:
- Brigitte Berman – Artie Shaw: Czas jest wszystkim, co masz
- Joseph Feury i Milton Justice – Down And Out In America
- David Bradbury – Chile: Hasta Cuando?
- Kirk Simon i Amram Nowak – Isaac in America: A Journey with Isaac Bashevis Singer
- Sharon I. Sopher – Witness to Apartheid

### Krótkometrażowy film dokumentalny
- Vivienne Verdon-Roe – Women – For America, For The World
- Alison Nigh-Strelich – Debonair Dancers
- Sonya Friedman – The Masters of Disaster
- Thomas L. Neff, Madeline Bell – Red Grooms: Sunflower in a Hothouse
- Aaron D. Weisblatt – Sam

### Krótkometrażowy film animowany
- Linda Van Tulden, Willem Thijssen – A Greek Tragedy
- Hugh MacDonald, Martin Townsend – The Frog, the Dog, and the Devil
- John Lasseter, William Reeves – Luxo Jr.

### Krótkometrażowy film aktorski
- Chuck Workman – Precious Images
- Stefano Reali, Pino Quartullo – Exit
- Fredda Weiss – Love Struck

### Oscar Honorowy
- Ralph Bellamy – za unikatowy artyzm oraz wybitne zasługi dla profesji aktorskiej